# Ernst Engel
Ernst Christian Lorenz Engel (ur. 26 marca 1821 w Dreźnie, zm. 8 grudnia 1896 w Radebeul) – niemiecki statystyk i ekonomista. Twórca prawa dotyczącego budżetów gospodarstw domowych, nazwanego od jego nazwiska prawem Engla.

## Życiorys
Wspólnie z Ludwigiem von Brentano badał w Anglii organizacje zawodowe robotników. Podróżował ponadto po Francji i Belgii. W 1848 został członkiem komisji badającej stosunki rzemieślnicze i pracownicze w Saksonii a w 1850 powierzono mu organizację Niemieckiej Wystawy Rzemiosła w Lipsku. Od 1850 kierował biurem statystycznym Saksonii – w 1868 złożył urząd po fiasku wprowadzenia zaplanowanej reformy statystycznej. W 1860 przejął jednak kierowanie Pruskim Urzędem Statystycznym po śmierci jego dotychczasowego dyrektora Karla Friedricha Wilhelma Dietericiego. 
Poddał analizie statystycznej budżety rodzin robotniczych i ustalił prawidłowość wydatków. Jest to tzw. prawo Engla, zgodnie z którym wzrost dochodów rodziny wpływa na zmianę struktury wydatków: w budżecie zmniejsza się udział wydatków na żywność, a zwiększa udział wydatków na dobra trwałego użytku i usługi.